# Preußisches Kriegsministerium
Das preußische Kriegsministerium  war die oberste Staatsbehörde der preußischen Armee. Seine Funktion bestand in der zentralen Verwaltung der Armee.
Das Kriegsministerium existierte von 1808 bis zum Übergang der Wehrhoheit auf das Reich nach der Auflösung des Kontingentsheers im Jahre 1919.

## Geschichte
Das Kriegsministerium wurde ab dem 25. Dezember 1808 an Stelle des ehemaligen Oberkriegskollegiums gebildet und ab 1810 in zwei Abteilungen gegliedert. Die erste Abteilung sollte für die Verfassung und das Kommando der Armee, die zweite Abteilung für die ökonomische Verwaltung der Armee zuständig sein.
Ein Kriegsminister wurde anfangs aufgrund des Widerstandes von Friedrich Wilhelm III. nicht ernannt. So wurde Gerhard von Scharnhorst der Chef der ersten Abteilung „Allgemeines Kriegs-Departement“ und Oberstleutnant Graf Lottum Chef der zweiten Abteilung. Scharnhorst fungierte als Vertreter des Kriegsministers, solange dieser nicht ernannt war.
Die erste Abteilung gliederte sich in drei Divisionen. Die erste Division stellte die Fortsetzung der bisherigen Generaladjutantur dar und wurde damals auch als „Geheimes Militärkabinett“ bezeichnet. Ihr war auch die allgemeine Kriegskanzlei unterstellt. Die zweite Division des Kriegsministeriums bearbeitete die allgemeinen Armeeangelegenheiten: Formationen der Truppen, Ersatz und Abgang, Unterkunft, Truppenübungen, Mobilmachung. Zusätzlich wurde noch eine dritte Division geschaffen: das Artillerie- und Ingenieur-Departement. Diese hatte eine Artillerieabteilung, welche für das Artilleriematerial, Gewehrfabriken, Geschützgießerei, Pulverfabriken usw. zuständig war. Aufgabe der Ingenieurabteilung war die Unterhaltung der Festungen.
Die zweite Abteilung, das „Militär-Ökonomie Departement“, hatte vier Divisionen. Die erste Division bearbeitete das Kassenwesen, die zweite die Naturalverpflegung der Truppen, die dritte Bekleidung und Ausrüstung und die vierte Division das Invalidenwesen.

## Aufbau des Kriegsministeriums 1902
1. Zentral-Departement (Z D)
  1. Ministerial-Abteilung mit Archiv- und Druckvorschriften-Verwaltung (Z 1)
  2. Intendantur-Abteilung (Z 2)
2. Allgemeine Kriegs-Departement (AD)
  1. Armee-Abteilung (A 1)
  2. Infanterie-Abteilung (A 2)
  3. Kavallerie-Abteilung (A 3)
  4. Feldartillerie-Abteilung (A 4)
  5. Fußartillerie-Abteilung (A 5)
  6. Ingenieur- und Pionier-Abteilung (A 6)
  7. Ostasiatische Abteilung (A 7)
3. Abteilung für die persönlichen Angelegenheiten und Geheime Kriegskanzlei (Z 3 = Nachrichtendienst)
4. Armee-Verwaltungs-Departement (BD)
  1. Kassen-Abteilung (B 1)
  2. Verpflegungs-Abteilung (B 2)
  3. Bekleidungs-Abteilung (B 3)
  4. Unterkunfts-Abteilung (B 4)
  5. Bau-Abteilung (B 5)
5. Versorgungs- und Justiz-Departement (CD)
  1. Pensions-Abteilung (C 1)
  2. Versorgungs-Abteilung (C 2)
  3. Justiz-Abteilung (C 3)
  4. Justitiare des Ministeriums
6. Remonte-Inspektion (RI)
7. Medizinal-Abteilung (MA)
  1. die Kaiser-Wilhelms-Akademie für das militärärztliche Bildungswesen

## Amtsinhaber
Liste der preußischen Kriegsminister

## Dienststellen

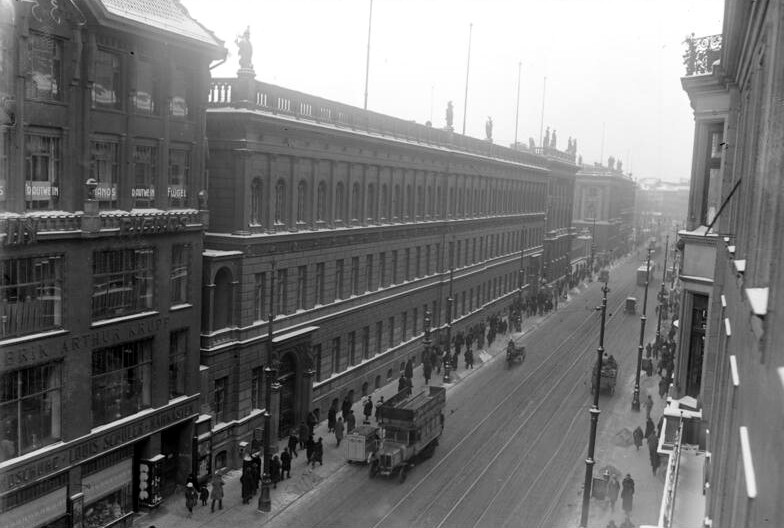
Kriegsministerium Leipziger Straße neben dem heutigen Bundesratsgebäude

Auf den Tag genau hundert Jahre vom 1. Januar 1819 bis 1. Januar 1919 (mit Auflösung des Ministeriums)
in Berlin-Mitte:
- Leipziger Straße 5   nach Süden, Garten an das Prinz-Albrecht-Palais angrenzend.

Zusätzliche Büronutzung
- 1824 Wilhelmstraße 81
- 1871 Ehemaliges Generalstabsgebäude Behrenstraße 66

Generalstab
- ab etwa 1830: Behrenstraße 66   (heute rückwärtiger Teil der Russischen Botschaft an dieser Stelle)
- 1867/71 Neubau (Großer Generalstab) im Generalstabsgebäude

Militärkabinett
- ab etwa 1820: Hinter dem Gießhaus 2   (hinter dem Zeughaus)
- ab 1872: Behrenstraße 66